# Mistyfikacja (film 2010)
Mistyfikacja – polski film kryminalny z 2010 roku w reżyserii Jacka Koprowicza.
Zdjęcia plenerowe kręcone były w następujących lokacjach: Kraków, Zakopane, Puszcza Niepołomicka, Lanckorona, stacje kolejowe Tarnowskie Góry i Lubliniec.

## Fabuła
Główny bohater filmu, Łazowski, po wydarzeniach marca 1968 r. zostaje wydalony z uczelni tuż przed obroną pracy magisterskiej na Uniwersytecie Łódzkim. Przed odbyciem służby wojskowej w kompanii karnej ratuje go propozycja pracy w SB. Wyjeżdża do Zakopanego śledzić poetę związanego z opozycją. Tu wpada na sensacyjny trop, który może zmienić oblicze historii. Wszystko wskazuje na to, że Witkacy, wielki mistrz, prowokator i skandalista wciąż żyje.

## Obsada
- Jerzy Stuhr – Witkacy
- Maciej Stuhr – Łazowski
- Ewa Błaszczyk – Czesława Oknińska
- Olgierd Łukaszewicz – Maciej Witkiewicz
- Ewa Dałkowska – Jadwiga Witkiewicz, żona Witkacego
- Wojciech Pszoniak – fryzjer Pinno
- Andrzej Chyra – major SB
- Karolina Gruszka – Zuzanna Zarotyńska, kochanka Witkacego
- Władysław Kowalski − doktor Leopold
- Krzysztof Stroiński − dozorca
- Piotr Różański − Jerzy Zawieyski
- Mariusz Benoit − pułkownik SB
- Roman Gancarczyk − szef recepcji w hotelu „Giewont”
- Sylwia Oksiuta-Warmus – prostytutka „Marilyn Monroe”
- Ewa Kasprzyk – prostytutka „Złotousta”
- Magdalena Grąziowska − prostytutka „Intelektualistka”